# Necremnus stylatus
Necremnus stylatus är en stekelart som beskrevs av Askew 2001. Necremnus stylatus ingår i släktet Necremnus och familjen finglanssteklar.
Artens utbredningsområde är Spanien. Inga underarter finns listade i Catalogue of Life.